# Agrotis perigramma
Agrotis perigramma är en fjärilsart som beskrevs av Edward Meyrick 1899. Agrotis perigramma ingår i släktet Agrotis och familjen nattflyn. Inga underarter finns listade i Catalogue of Life.